# Lisa Blunt Rochester
Lisa LaTrelle Blunt Rochester (Filadelfia, 10 febbraio 1962) è una politica statunitense, senatrice per lo stato del Delaware dal 2025 e in precedenza membro della Camera dei Rappresentanti per lo stesso stato dal 2017 al 2025. Blunt Rochester è la prima afroamericana a rappresentare lo stato del Delaware in entrambi i rami del Congresso degli Stati Uniti d'America, e, dal 119° Congresso nel 2025, insieme alla collega Angela Alsobrooks, è la prima volta che due donne afroamericane siano contemporaneamente senatrici.

## Biografia
Nata a Filadelfia, Lisa Blunt Rochester si trasferisce con la sua famiglia a Wilmington in Delaware nel 1969.
Blunt Rochester si diploma in relazioni internazionali alla Fairleigh Dickinson University e consegue un master in affari urbani e politiche pubbliche all'Università del Delaware. Lavora nello staff di Tom Carper, membro della Camera dei Rappresentanti e poi Governatore del Delaware. Successivamente svolge le funzioni di Vicesegretaria della Salute prima e Segretaria del lavoro poi dello Stato del Delaware.
Nel 2016 si candida per il seggio del Delaware alla Camera dei Rappresentanti vincendo la nomination democratica il 13 settembre e poi le elezioni generali l'8 novembre. Blunt Rochester diventa quindi la prima donna e la prima afroamericana a rappresentare il Delaware al Congresso.

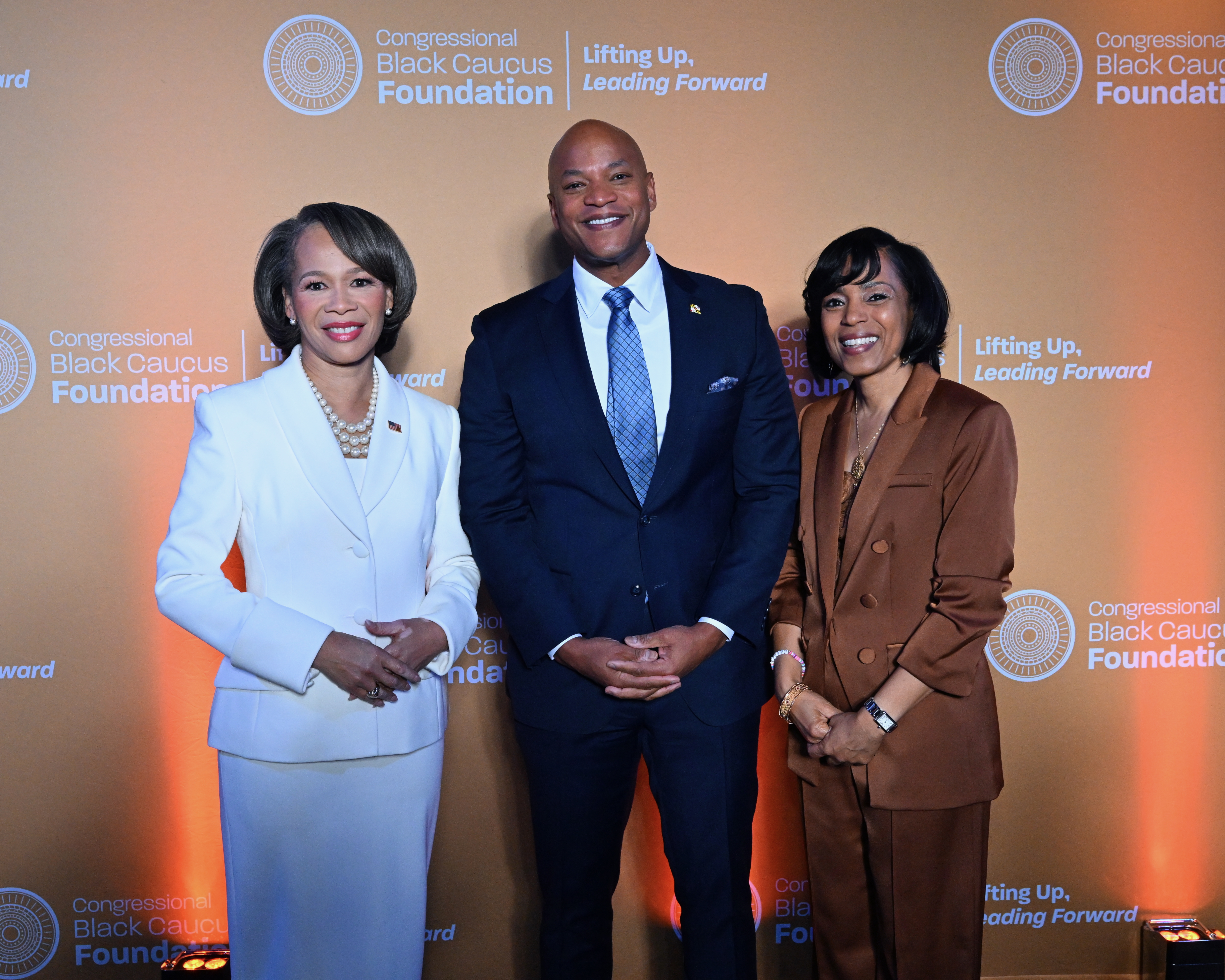
La senatrice Blunt Rochester con la collega senatrice per lo stato del Maryland Angela Alsobrooks e il Governatore del Maryland Wes Moore ad un incontro del Congressional Black Caucus.